# STS-107
STS-107 désigne la vingt-huitième mission de la navette spatiale Columbia. Il s'agit de la 113e mission d'une navette spatiale américaine.
C'est à la fin de ce vol le 1er février 2003, durant la phase de rentrée atmosphérique, que l'orbiteur Columbia s'est désintégré. L'accident a coûté la vie aux sept membres de l'équipage.

## Équipage
- Rick D. Husband (2),  États-Unis Commandant. Colonel de l'US Air Force et ingénieur mécanique. Il pilota la navette spatiale américaine lors du premier arrimage à la Station spatiale internationale.
- William C. McCool (1),  États-Unis Pilote. Capitaine de frégate à l'US Navy.
- David M. Brown (1),  États-Unis Spécialiste de mission. Capitaine à l'US Navy entrainé en tant que pilote et médecin de bord. Il travailla à plusieurs expériences scientifiques.
- Kalpana Chawla (2),  États-Unis Spécialiste de mission. Ingénieur aérospatial.
- Laurel B. Clark (1),  États-Unis Spécialiste de mission. Capitaine de frégate à l'US Navy et médecin de bord. Elle travailla à plusieurs expériences biologiques.
- Michael P. Anderson (2),  États-Unis Commandant de charge utile. Lieutenant colonel à l'US Air Force et physicien. Il avait la charge de la partie scientifique de la mission.
- Ilan Ramon (1),  Israël Spécialiste de charge utile. Colonel dans l'aviation israélienne et premier astronaute israélien. Il avait participé en 1981 à l'opération Opéra sur Osirak en 1981, mission qui consistait à détruire une centrale nucléaire irakienne de fabrication française.

Le chiffre entre parenthèses indique le nombre de vols spatiaux effectués par l'astronaute, STS-107 inclus.

## Paramètres de la mission
- Masse :
  - Navette au décollage : 119 615 kg
  - Navette à l'atterrissage : 105 593 kg
  - Chargement : 14 553 kg
- Périgée : 270 km
- Apogée : 285 km
- Inclinaison : 39,0°
- Période : 90,1 min

## Objectifs
L'équipage de Columbia a réalisé plus de 80 expériences dans le domaine de la biologie, de la recherche biomédicale et des contre-mesures, des sciences de la matière et des sciences de la Terre,.